# Xestonotus lugubris
Xestonotus lugubris är en skalbaggsart som beskrevs av Pierre François Marie Auguste Dejean. Xestonotus lugubris ingår i släktet Xestonotus och familjen jordlöpare. Inga underarter finns listade i Catalogue of Life.